# Битва на Ладфордском мосту
Битва на Ладфордском мосту (англ. Battle of Ludford Bridge) была наибольшей катастрофой, пережитой Йорками, в начальный период войны Алой и Белой розы.
После победы в битве при Блор Хиф на границе Шропшира и Стаффордшира Йорки направили свои силы к Вустеру. Но, обнаружив гораздо большее войско Ланкастеров, они заняли оборонительную позицию на Ладфордском мосту.
12 октября 1459 года сэр Эндрю Троллоп, командовавший контингентом Кале, перешел со своими людьми в лагерь короля и, чтобы заработать прощение, раскрыл ему много сведений об армии Йорков и их планах. Теперь армия Ланкастеров превосходила по численности противника более чем в 3 раза. Вечером Йорк, его два сына, графы Уорик и Солсбери отплыли в Кале и Ирландию, не приняв битвы, которая не могла быть выиграна.
Их армия, обнаружив, что командиры сбежали, рассеялась, предоставив Ланкастерам разорять пройоркский город Ладлоу, лежавший как раз за мостом.